# Génelard
Génelard este o comună în departamentul Saône-et-Loire, Franța. În 2009 avea o populație de 1.430 de locuitori.

## Evoluția populației
| An        | 1975  | 1982  | 1990  | 1999  | 2006  | 2009  |
| --------- | ----- | ----- | ----- | ----- | ----- | ----- |
| Populație | 2.038 | 2.068 | 1.868 | 1.582 | 1.459 | 1.430 |